# Fucellia maritima
Fucellia maritima är en tvåvingeart som först beskrevs av Alexander Henry Haliday 1838.  Fucellia maritima ingår i släktet Fucellia, och familjen blomsterflugor. Arten är reproducerande i Sverige.